# Melbecke
Melbecke ist ein Ortsteil von Lennestadt etwa 2 km nordwestlich von Elspe. Das Melbecketal liegt eingebettet zwischen dem Fretter- und Elspetal am Rande der Attendorn-Elsper Doppelmulde. Der größte Teile des Melbecketals gehört heute zum Naturschutzgebiet Melbecke und Rübenkamp.

## Geschichte

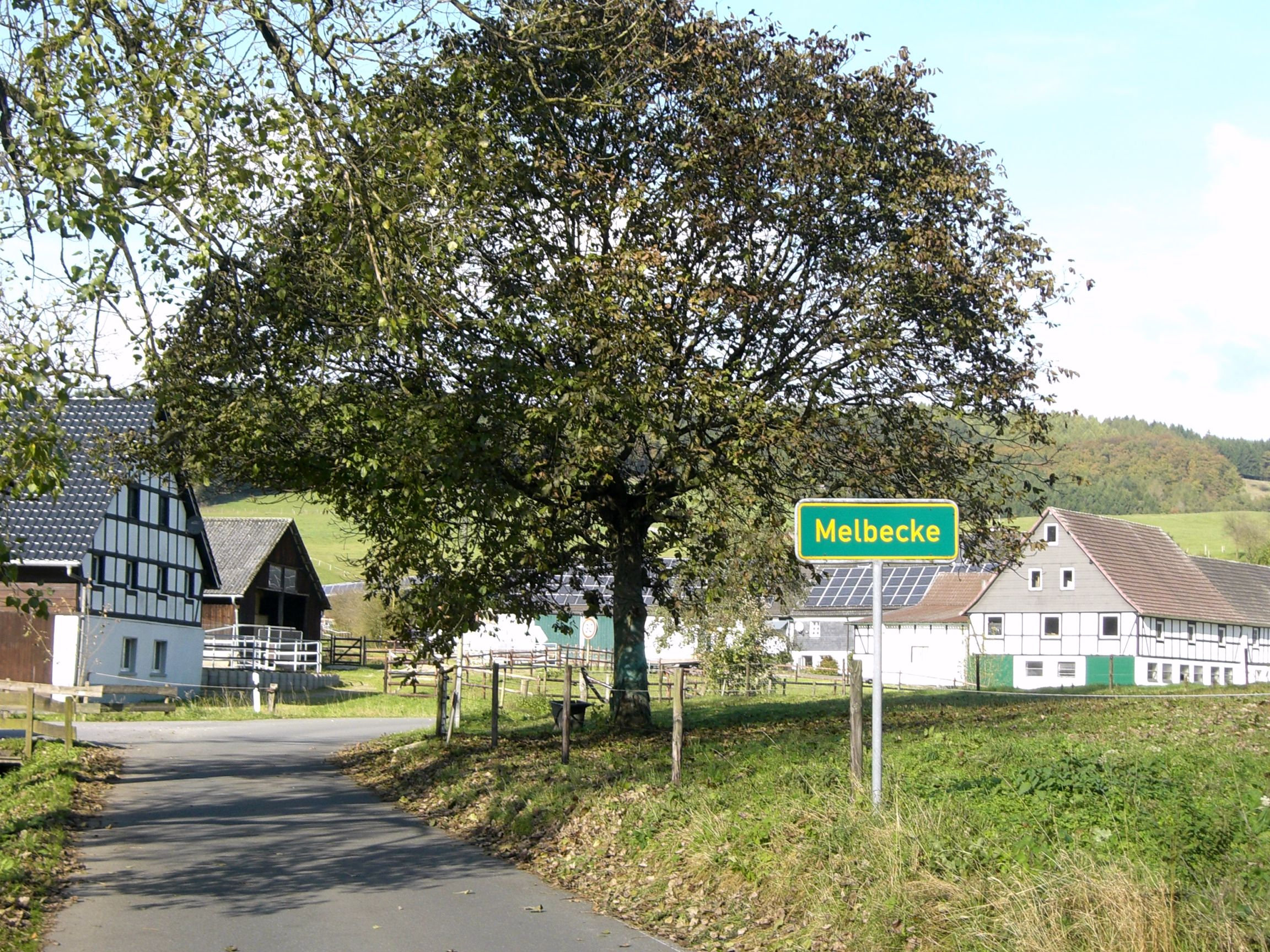
Ortseingang Melbecke

Als Filialort der Pfarrei Elspe tritt Melbecke bereits in einem Güterverzeichnis aus dem Jahr 1313 in Erscheinung. Eine frühe urkundliche Erwähnung von Melbecke, in der von der Verpfändung von Grundbesitz zur Absicherung einer Schuld die Rede ist, stammt ferner aus dem Jahr 1382. Demnach verpfändet Johan van Hundeme gnt. (genannt) van dem Brayke für eine Schuld von 50 goldenen Schilden der Fygen v. Borchusen, seligen Geypeln wive mit Zustimmung seines S. Degenhard sein Gut zu Melbecke, dat dat overste gut haitet und sein Gut tome Nedern Ruberghe.
Der Ortsname Melbecke (1313: Melbike, 1543: Melmicke) beruht auf dem Grundwort „-beke“ und bezieht sich auf den Bach „Melbecke“. Eine Anknüpfungsmöglichkeit des Bestimmungswortes „Mel-“ bieten u. a. Wörter wie „melm“ (plattdeutsch für: Staub; aufgewirbelter Sand). Von den verschiedenen Möglichkeiten hält Flöer die Deutung des Ortsnamens Melbecke als „sandiger Bach“ oder „dunkler Bach“ für wahrscheinlich.

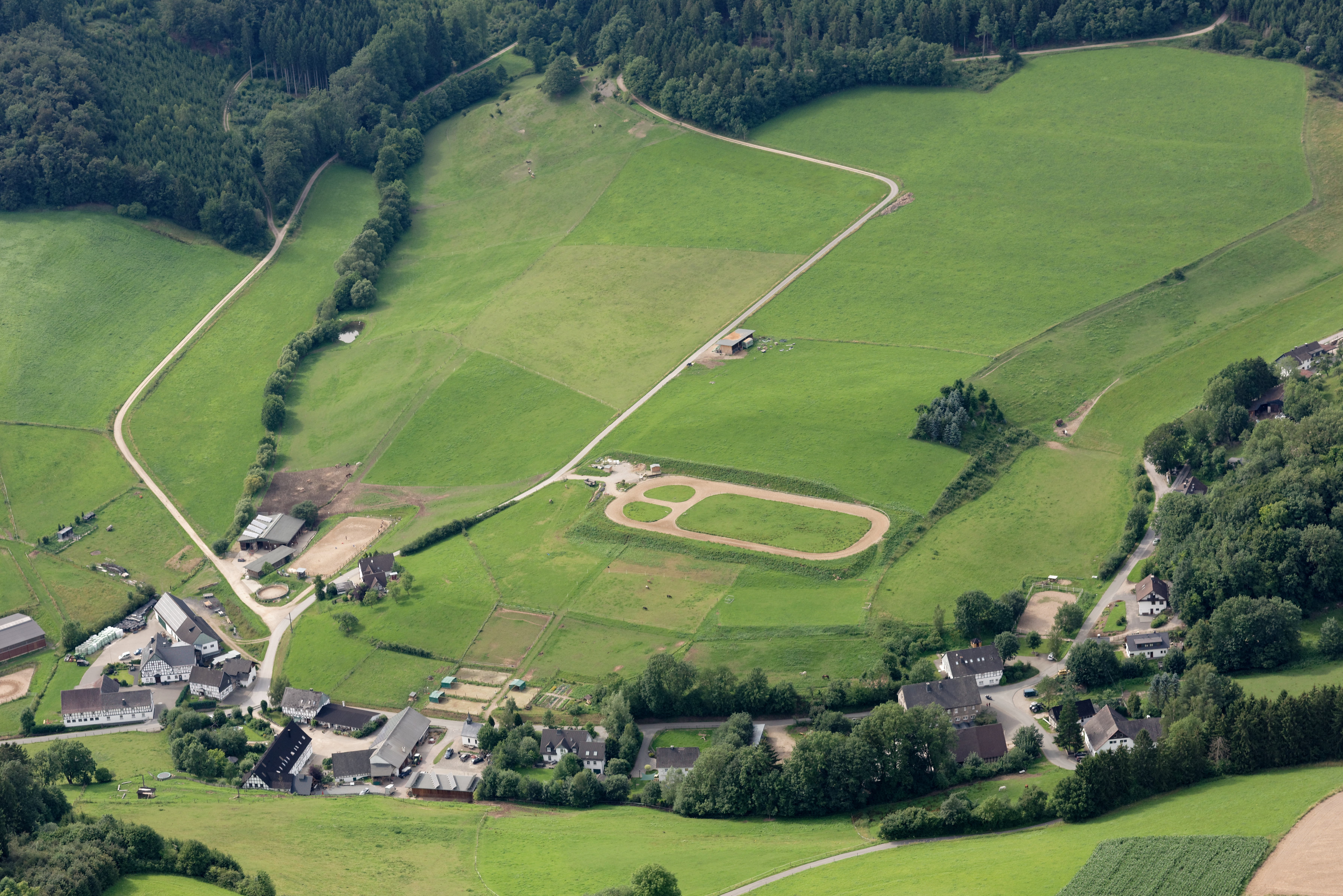
Luftaufnahme

In einem Schatzungsregister (diente der Erhebung von Steuern) für das Jahr 1543 werden für Melbecke 10 Schatzungspflichtige genannt. Setzt man die Zahl der Schatzungspflichtigen mit der Anzahl der vorhandenen Familien bzw. Häuser gleich und rechnet pro Haus 6 Bewohner, so dürften in Melbecke um 1540–1550 ca. 60 Menschen gelebt haben. 
Der bäuerliche Ursprung des Ortes ist bis heute weitgehend erhalten geblieben.
Urlaubsgäste erholen sich in einer ursprünglichen Landschaft, eingerahmt von Äckern, Wiesen und Wäldern. Ende Juni 2020 hatte Melbecke 82 Einwohner, wobei der Anteil von 30,5 % der jugendlichen bis 18 Jahre alten Einwohner relativ groß ist.

## Kapelle  St. Katharina von Alexandrien

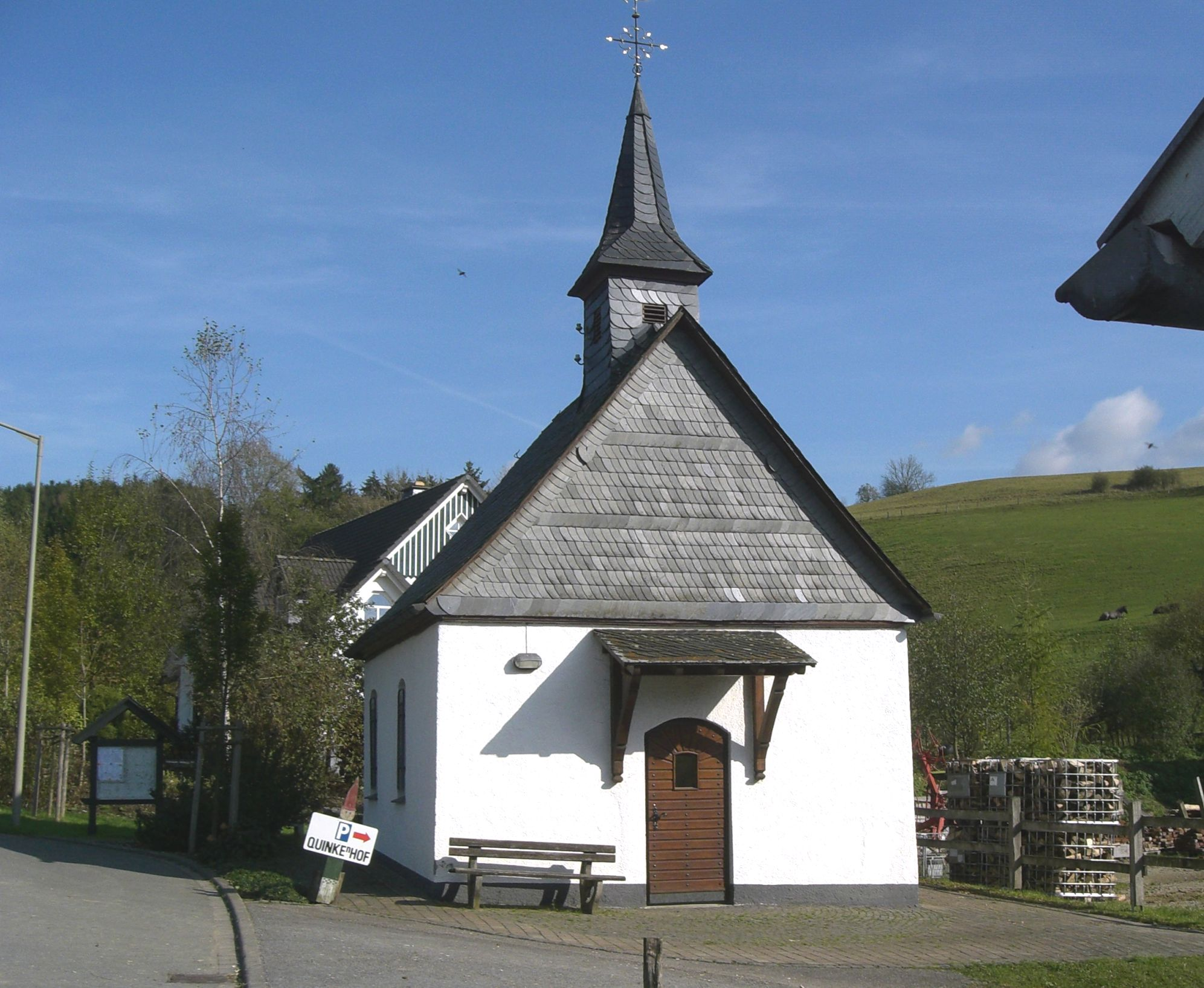
St. Katharina Melbecke

Die ursprüngliche Kapelle in Melbecke kommt seit 1672 in verschiedenen Abrechnungen vor. Sie verfügte (zusammen mit der Kapelle in Sporke) als Einnahmequelle über einen Braukessel, der gegen eine Gebühr an Einwohner zum Brauen ihres Hausbieres herumgeliehen wurde. Pfarrer Arentz ließ die Kapelle 1762 von Grund auf neu erbauen und mit Genehmigung der erzbischöflichen Behörde in Köln benediziert. Im Jahr 1836 wurde der Altar nach vorhergehender Reparatur neu gestrichen. Die Kapelle gehörte zur Pfarrei Elspe und war mit eigenem Grundbesitz ausgestattet. Der Altar und zwei gotisch erscheinende Skulpturen der hl. Lucia und eines männlichen Heiligen bilden den Mittelpunkt der Kapelle.
Schutzpatronin der Kapelle ist die Hl. Katharina von Alexandrien.
Heute gehört Melbecke zur katholischen Kirchengemeinde St. Jakobus d. Ä. Elspe, die dem Pastoralverbund Oenetal angehört.